# Peugeot 309
Peugeot 309 — невеликий сімейний автомобіль, розроблений компанією Peugeot, що продавався з 1985 по 1993 роки в усьому світі і з 1994 по 1997 роки в Індії, компанією PAL-Peugeot Ltd. В ньому використаний бензиновий XU і дизельний XUD двигуни. Всього виготовлено 1 649 177 автомобілів.

## Історія

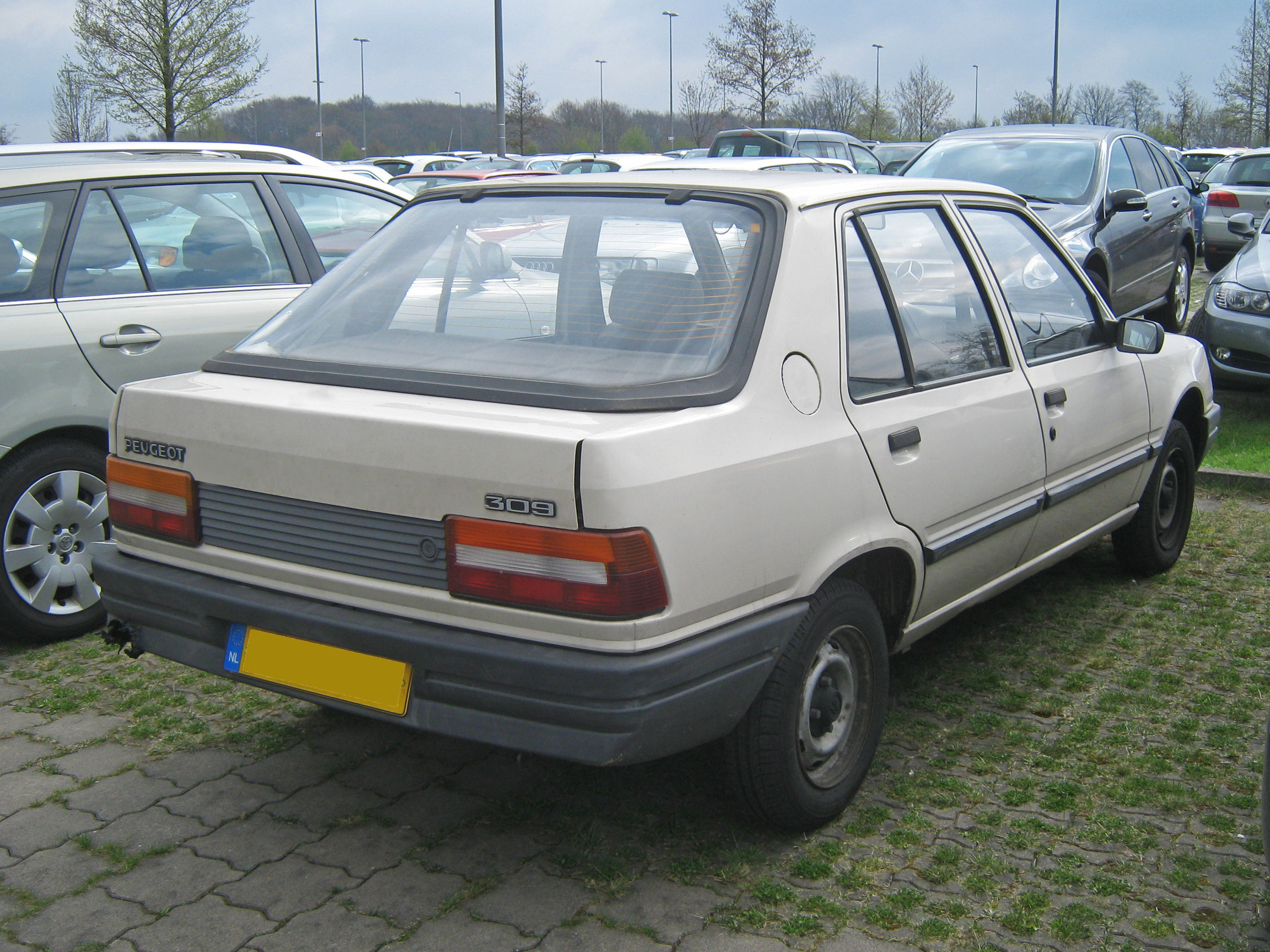
Peugeot 309 (1985-1989)

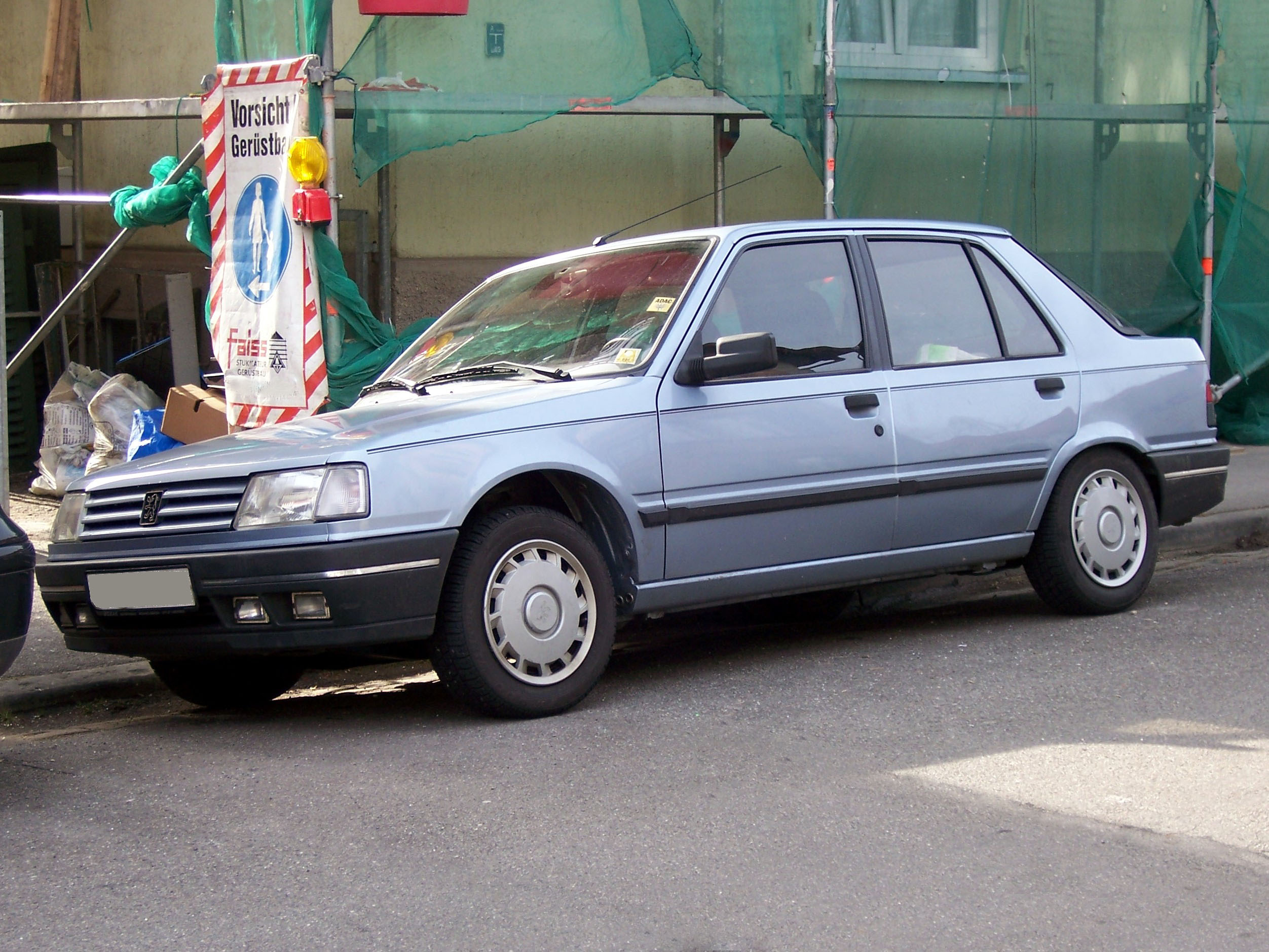
Peugeot 309 (1989-1993)

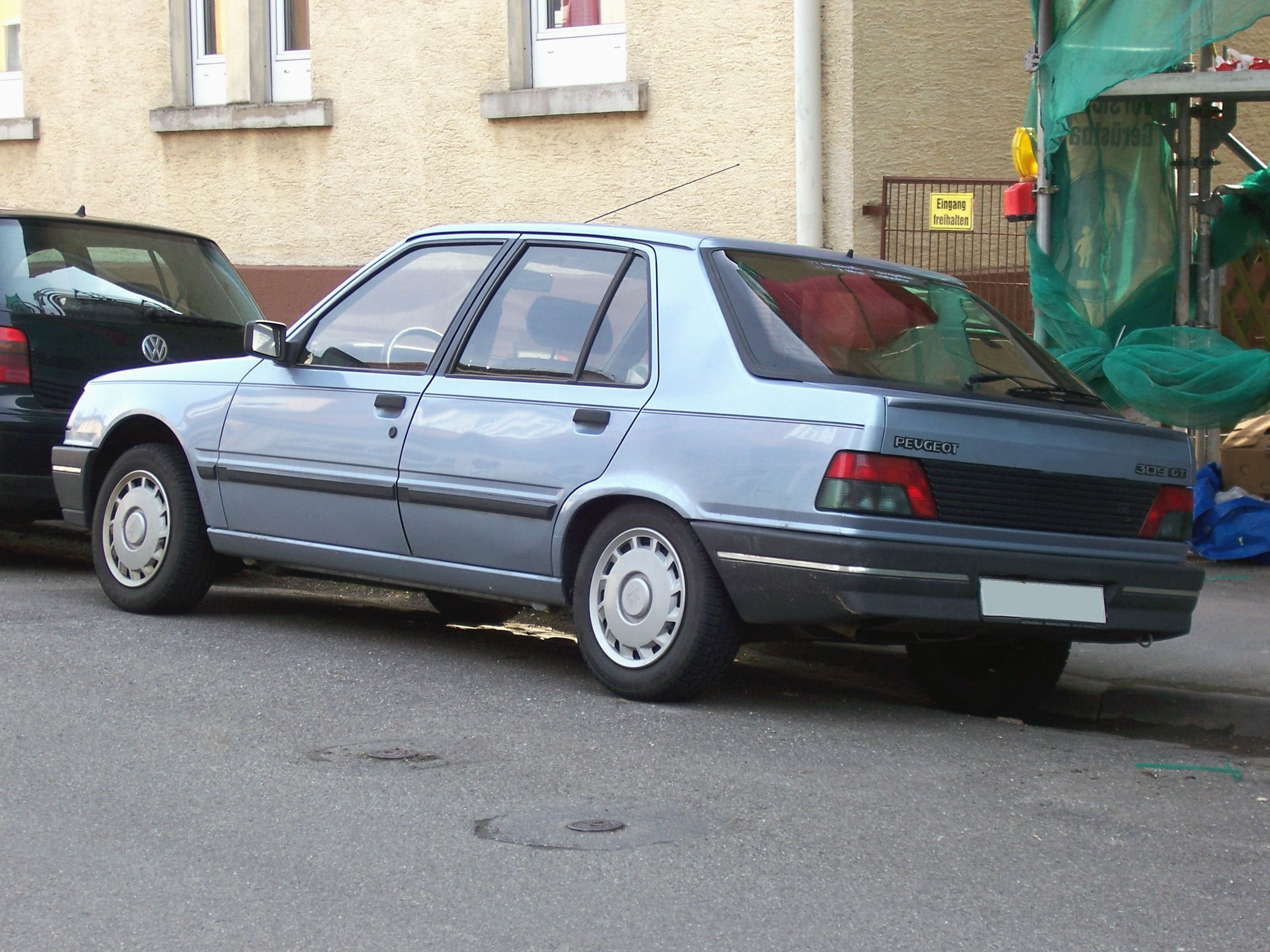
Peugeot 309 (1989-1993)

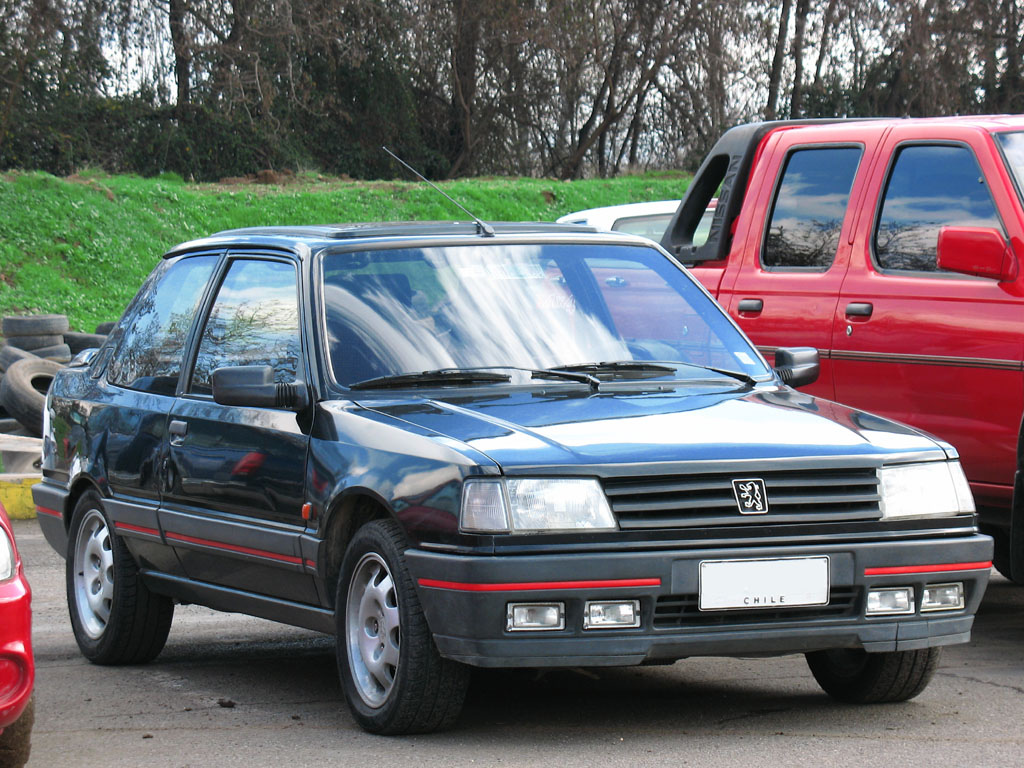
Peugeot 309 GTi

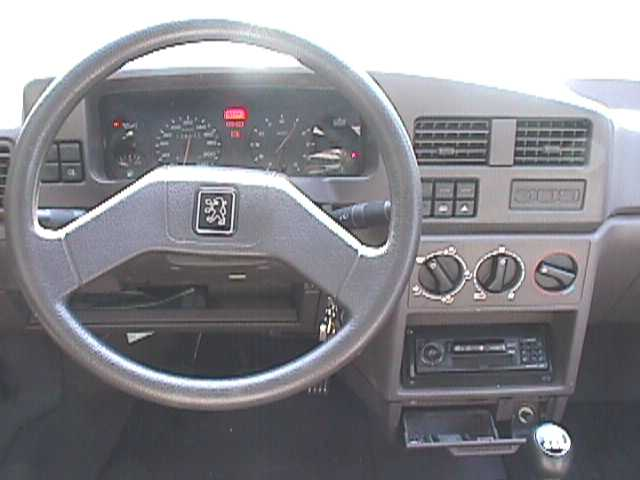

Спочатку 309 модель призначалася для марки Talbot і в ході розробки називалася Talbot Arizona. Вона була заміною моделі Simca Horizon.
Протягом 1985 року PSA вирішила відмовитися від бренду Talbot і замість цього вибрала бренд Peugeot. Перший автомобіль 309 моделі зійшов з конвеєра в Райтон в жовтні 1985 року, а продажі почалися з початку наступного року. 309 модель не призначалася для заміни своєї власної моделі 305, але присвоєний не наступний за порядком номер «306», що дозолило дистанціюватися на ринку від 305 моделі і відобразив у собі походження автомобілів Simca. Злегка незграбний стиль 309 (особливо в порівнянні з 205 і 405 того ж періоду) пов'язаний з рішенням повторно використовувати оболонки дверей від 205 моделі. 309 модель також повинна була відрізнятися Peugeot як бренд Talbot і була «домашньою» розробкою. Інші автомобілі Peugeot були розроблені прославленим італійським дизайнерським домом Pininfarina аж до випуску 206. Зубчатоподібний дизайн хетчбека має ненавмисну схожість з Dodge Shadow та Plymouth Sundance, які також були розроблені, абсолютно окремо, для заміни Horizon в Північній Америці.
Первісна лінійка двигунів на ринку Великої Британії складалася з бензинових ланцюгово-приводних похідних від Simca 1118 см³ (E1A) і 1294 см³ (G1A) з верхнім розташуванням клапанів, отриманих від Horizon, і надані Peugeot 1769/1905 см³ дизельні та 1580/1905 см³ бензинові з ремінним приводом розподільного валу з верхнім розташуванням XU клапанів. На деяких ринках також використовувалися 1442 см³ (Y2) і 1592 см³ (J2) двигуни Simca, які можна бачити в більш ранніх Simca 1307 і Talbot Solara, також як і в Horizon, замість 1580 см³ OHC. 1905 см³ двигун був використаний в високопродуктивній GTI версії 309 в інжекторній моделі двигуна, він швидко зарекомендував себе як провідний в класі гарячих хетчбеків.
309 став також знаковим у тому, що він став першим автомобілем Peugeot, зібраним на колишньому заводі Rootes в Райтон-на-Дансморе, який Peugeot успадкувала від Chrysler Europe в 1978 році. Багато в чому завдяки його британському походженню, Peugeot 309 став популярним у Великій Британії, а також створив ґрунт для майбутніх зібраних на райтоновському заводі моделей Peugeot (405, 306 і 206).

### 309 GTi
Двигун XU9JA/K з верхнім розподільним валом, 1905 см3 (83,0 × 88,0 мм), 130 к.с. Підсилювач керма. Гальмування вентильованими дисками спереду і дисками ззаду. Шини: 185/55 VR 15. Продуктивність (дані виробника): максимальна швидкість: 206 км/год; Розгін від 0 до 100 км/год за 8 секунд; Старт на 1000 метрів стоячи: 29,8 с. Вага: 930 кг. Співвідношення вага/потужність: 7,15 кг/к.с.
Крім того, є каталізована версія потужністю 122 к.с. (XU9JA/Z).

### 309 GTi 16
Двигун XU9J4 з двома верхніми розподільними валами, 1905 см3 (83,0 × 88,0 мм), 160 к.с. Підсилювач керма. Гальмування вентильованими дисками спереду і дисками ззаду. Шини: 195/55 VR 15. Продуктивність (дані виробника): максимальна швидкість: 220 км/год; Розгін від 0 до 100 км/год за 7,8 секунди; Старт на 1000 метрів стоячи: 28,5 с. Вага: 975 кг. Співвідношення потужності до ваги: 6,09 кг/к.с.
Примітка: є версія з каталізатором потужністю 148 к.с. (XU9J4/Z).

## Двигуни
| Двигун  | Об'єм    | Потужність              | Крутний момент        |
| ------- | -------- | ----------------------- | --------------------- |
| 1.1     | 1118 см³ | 55 к.с. при 6200 об/хв  | 88 Нм при 3000 об/хв  |
| 1.1     | 1124 см³ | 60 к.с. при 5800 об/хв  | 88 Nm przy 3200 об/хв |
| 1.3     | 1294 см³ | 65 к.с. при 5600 об/хв  | 108 Нм при 2800 об/хв |
| 1.4 GL  | 1360 см³ | 70 к.с. при 5600 об/хв  | 109 Нм при 3400 об/хв |
| 1.6 Sr  | 1580 см³ | 79 к.с. при 5600 об/хв  | 130 Нм при 2800 об/хв |
| 1.9 GT  | 1905 см³ | 105 к.с. при 5600 об/хв | 159 Нм при 3000 об/хв |
| 1.9 GTi | 1905 см³ | 127 к.с. при 6000 об/хв | 161 Нм при 4750 об/хв |
| GTI 16  | 1905 см³ | 160 к.с. при 6400 об/хв | 216 Нм при 5000 об/хв |
| 1.9 D   | 1905 см³ | 64 к.с. при 4600 об/хв  | 118 Нм при 2000 об/хв |